# Кашина Седоне (Павија)
Кашина Седоне је насеље у Италији у округу Павија, региону Ломбардија.
Према процени из 2011. у насељу је живело 37 становника. Насеље се налази на надморској висини од 69 м.